# Base navale de Norfolk
Naval Station Norfolk
Pour les articles homonymes, voir Norfolk.
La base navale de Norfolk, ou Naval Station Norfolk, est depuis 1917 une base navale, aérienne et sous-marine, de la marine des États-Unis d'Amérique, l'US Navy, située dans le port de Norfolk, dans l'État de Virginie, à proximité immédiate de la côte Atlantique. C'est la plus grande base aéronavale du monde. Cette base où servent près de 60 000 civils et militaires héberge également le quartier général à la Deuxième flotte américaine, le Commandement allié Transformation (Allied Command Transformation) de l'OTAN et le United States Joint Forces Command (jusqu'à sa dissolution, en 2011).
Avec 13 quais et 11 hangars à avions s'étendant sur 17 km2 à la fin des années 2000, elle peut abriter 134 aéronefs et 75 navires de guerre, dont cinq porte-avions et 11 sous-marins nucléaires d'attaque. C'est le port d'attache des flottes américaines opérant en Atlantique, en Méditerranée et dans l'océan Indien.

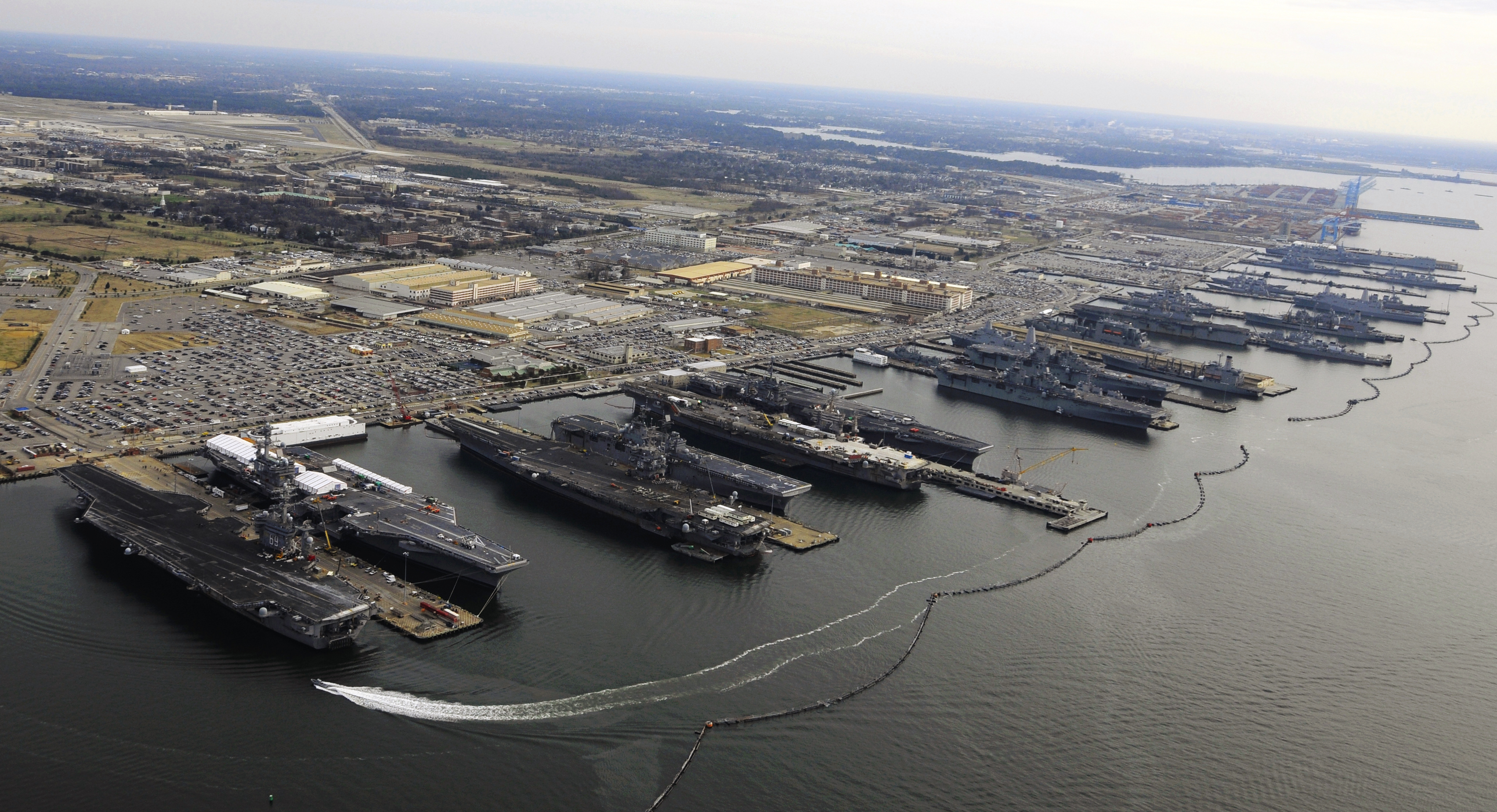
9 porte-aéronefs à quai le 20 décembre 2012. De gauche à droite : USS Dwight D. Eisenhower (CVN-69), USS George H. W. Bush (CVN-77), USS Enterprise (CVN-65) (retiré du service début décembre 2012), USS Bataan (LHD-5), USS Abraham Lincoln (CVN-72), USS Harry S. Truman (CVN-75), USS Wasp (LHD-1), USS Kearsarge (LHD-3), USS New York (LPD 21), un cargo de ravitaillement T-AKE et USS Iwo Jima (LHD-7).

En 2017, elle abritait près de la moitié (6 sur 11) des porte-avions alors en service dans l'US Navy :
- le USS Dwight D. Eisenhower (CVN-69)
- le USS Abraham Lincoln (CVN-72)
- le USS George Washington (CVN-73)
- le USS Harry S. Truman (CVN-75)
- le USS George H. W. Bush (CVN-77)
- le USS Gerald R. Ford (CVN-78)

## Galerie

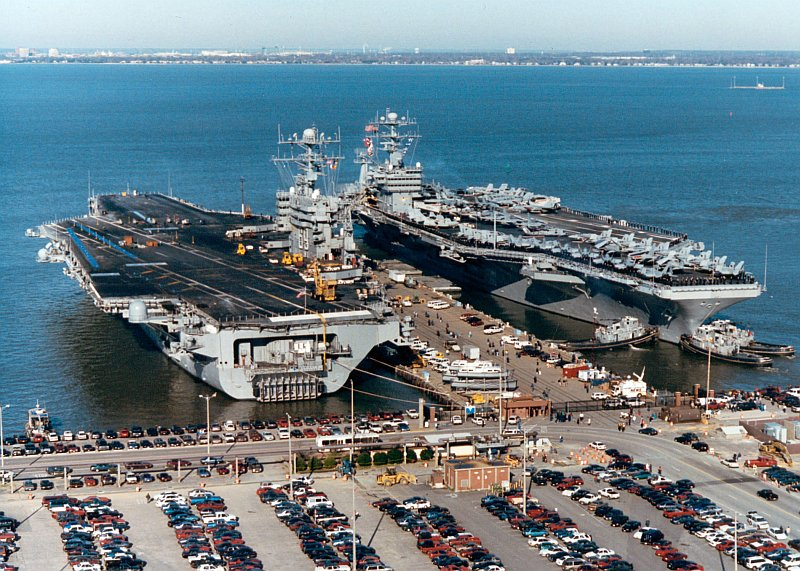
Le quai des porte-avions.
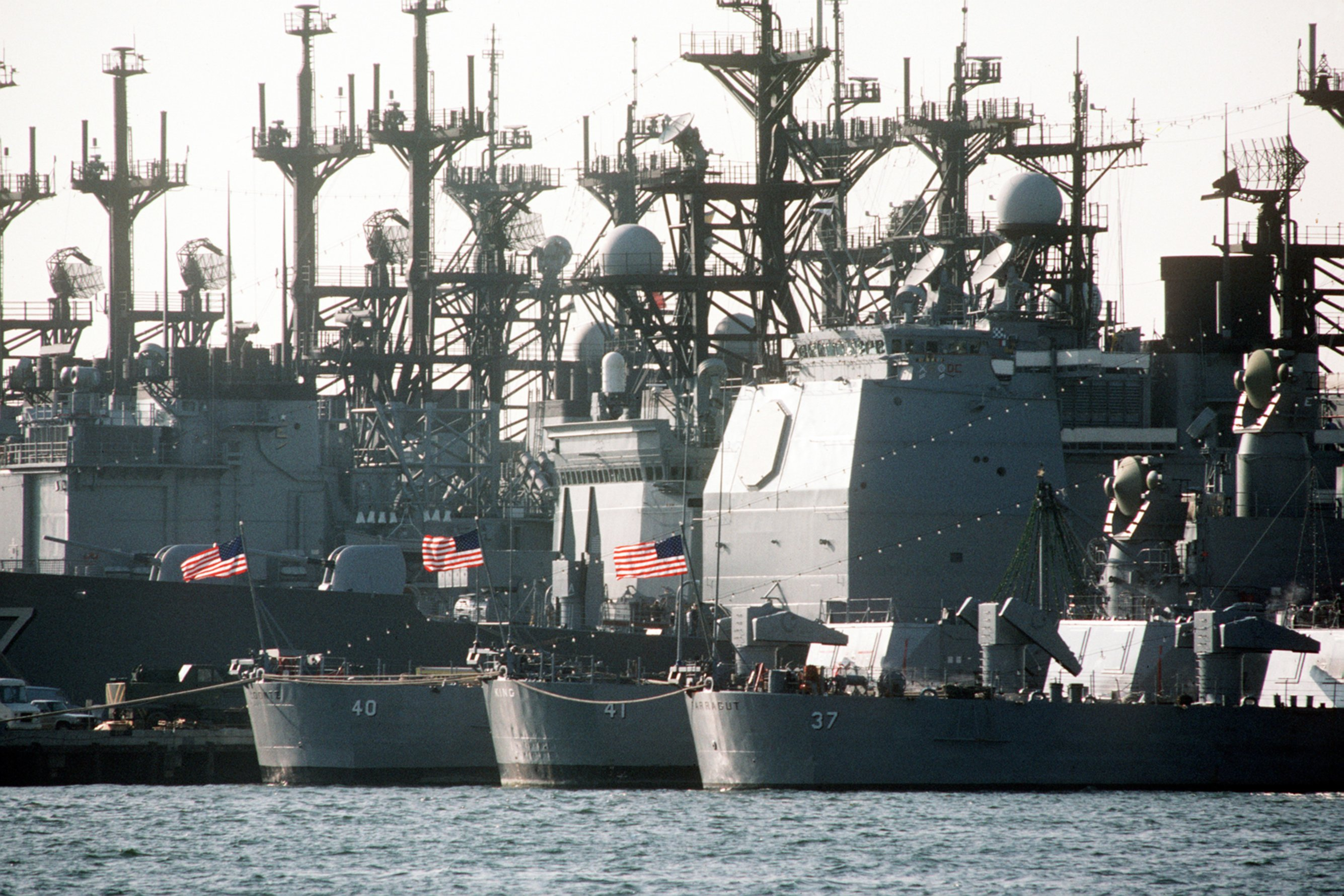
Le quai des destroyers.
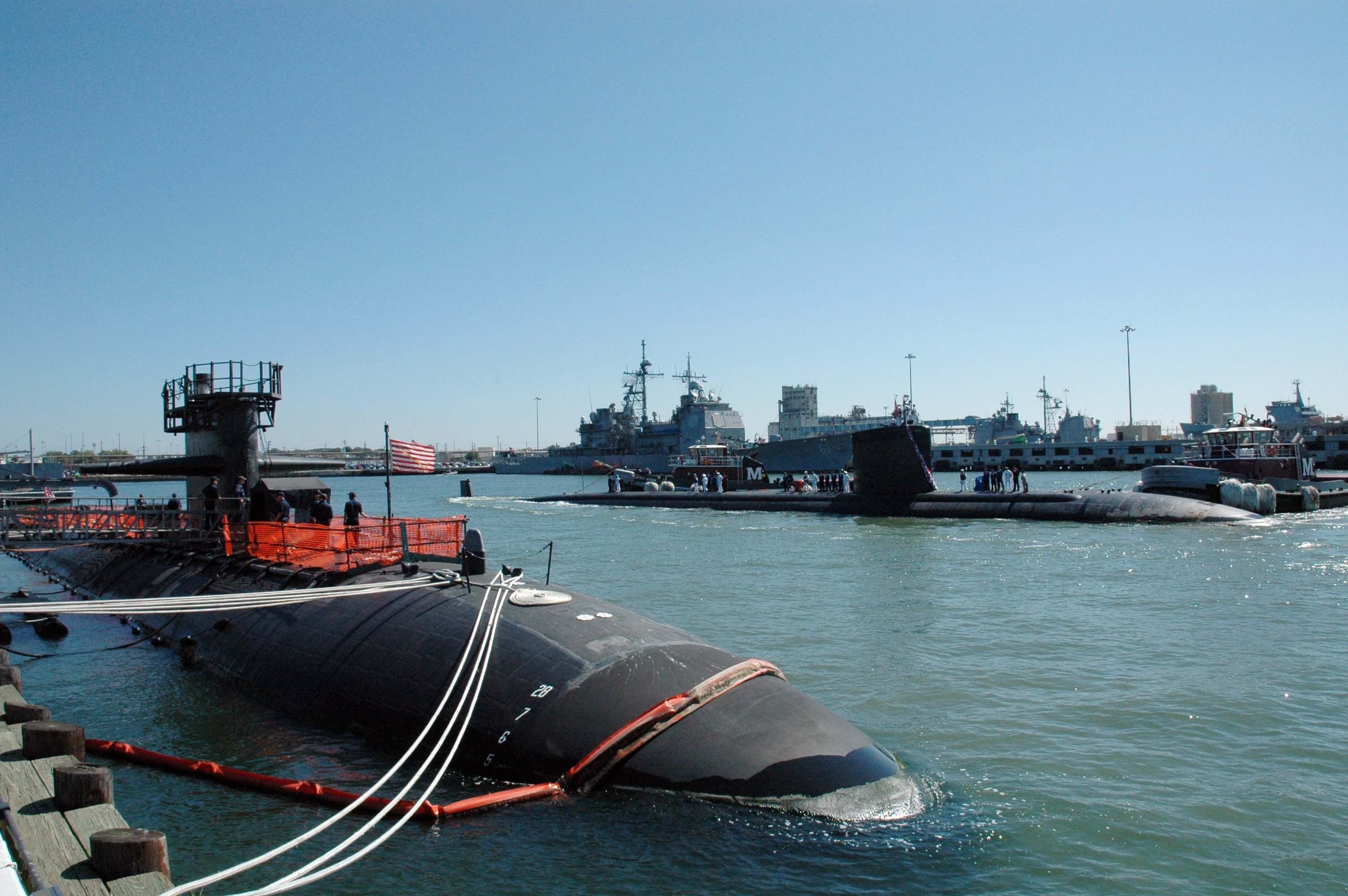
Le quai des sous-marins.
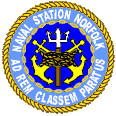
Logo de la base.
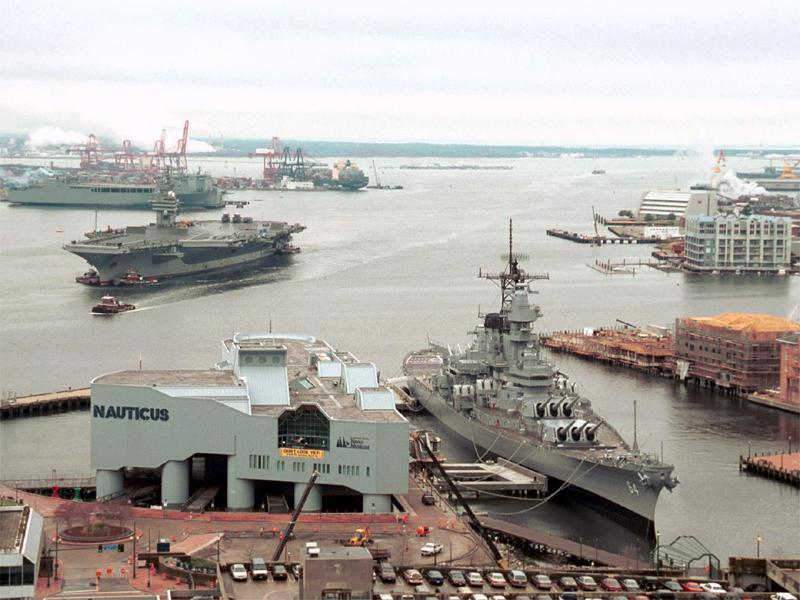
Nauticus, Hampton Roads Naval Museum et l'USS Wisconsin.